# Кубок мира по волейболу среди мужчин 1989
6-й розыгрыш Кубка мира по волейболу среди мужчин прошёл с 17 по 26 ноября 1989 года в трёх городах Японии с участием 8 национальных сборных команд. Обладателем Кубка впервые в своей истории стала сборная Кубы.

## Команды-участницы
Япония — команда страны-организатора;
США, СССР — по итогам волейбольного олимпийского турнира 1988 (чемпион и серебряный призёр);
Италия — чемпион Европы 1989;
Южная Корея — чемпион Азии 1989;
Куба — чемпион Северной, Центральной Америки и Карибского бассейна 1989;
Бразилия — чемпион Южной Америки 1989;
Камерун — чемпион Африки 1989.

## Система проведения
8 команд-участниц розыгрыша Кубка мира провели однокруговой турнир, по результатам которого определены итоговые места.

## Результаты
| М | Команда     | 1   | 2   | 3   | 4   | 5   | 6   | 7   | 8   | И | В | П | С/П   | О  |
| - | ----------- | --- | --- | --- | --- | --- | --- | --- | --- | - | - | - | ----- | -- |
| 1 | Куба        |     | 3:2 | 3:1 | 3:0 | 3:0 | 3:0 | 3:0 | 3:0 | 7 | 7 | 0 | 21:3  | 14 |
| 2 | Италия      | 2:3 |     | 3:0 | 3:0 | 3:2 | 3:0 | 3:0 | 3:0 | 7 | 6 | 1 | 20:5  | 13 |
| 3 | СССР        | 1:3 | 0:3 |     | 3:2 | 3:1 | 3:1 | 3:1 | 3:0 | 7 | 5 | 2 | 16:11 | 12 |
| 4 | США         | 0:3 | 0:3 | 2:3 |     | 2:3 | 3:1 | 3:1 | 3:0 | 7 | 3 | 4 | 13:14 | 10 |
| 5 | Бразилия    | 0:3 | 2:3 | 1:3 | 3:2 |     | 1:3 | 3:0 | 3:0 | 7 | 3 | 4 | 13:14 | 10 |
| 6 | Япония      | 0:3 | 0:3 | 1:3 | 1:3 | 3:1 |     | 2:3 | 3:0 | 7 | 2 | 5 | 10:16 | 9  |
| 7 | Южная Корея | 0:3 | 0:3 | 1:3 | 1:3 | 0:3 | 3:2 |     | 3:0 | 7 | 2 | 5 | 8:17  | 9  |
| 8 | Камерун     | 0:3 | 0:3 | 0:3 | 0:3 | 0:3 | 0:3 | 0:3 |     | 7 | 0 | 7 | 0:21  | 7  |

Осака
17 ноября: Куба — Бразилия 3:0 (16:14, 15:5, 15:9); СССР — США 3:2 (16:14, 5:15, 15:11, 4:15, 15:13); Италия — Камерун 3:0 (15:2, 15:1, 15:4); Южная Корея — Япония 3:2 (11:15, 7:15, 15:12, 16:14, 17:15).
18 ноября: Италия — СССР 3:0 (15:8, 15:12, 15:7); Куба — США 3:0 (15:8, 15:11, 15:12); Бразилия — Южная Корея 3:0 (15:3, 15:5, 15:8); Япония — Камерун 3:0 (15:4, 15:2, 15:1).
19 ноября: Куба — Италия 3:2 (15:13, 13:15, 3:15, 15:4, 15:13); США — Южная Корея 3:1 (15:6, 15:12, 13:15, 15:4); СССР — Камерун 3:0 (15:6, 15:5, 15:2); Япония — Бразилия 3:1 (15:4, 10:15, 15:3, 15:12).
Хиросима
22 ноября: Италия — Южная Корея 3:0 (15:11, 15:5, 15:7); Куба — СССР 3:1 (15:12, 15:8, 10:15, 15:4); Бразилия — Камерун 3:0 (15:6, 15:8, 15:7); США — Япония 3:1 (8:15, 15:13, 15:7, 15:11).
23 ноября: Куба — Камерун 3:0 (15:9, 15:4, 15:4); Бразилия — США 3:2 (15:11, 13:15, 15:6, 6:15, 15:13); СССР — Южная Корея 3:1 (16:14, 9:15, 15:1, 15:10); Италия — Япония 3:0 (15:11, 15:9, 15:8).
Токио
25 ноября: Италия — Бразилия 3:2 (15:8, 15:12, 11:15, 10:15, 17:16); США — Камерун 3:0 (15:4, 15:3, 15:8); Куба — Южная Корея 3:0 (15:10, 15:1, 15:9); СССР — Япония 3:1 (15:6, 12:15, 15:10, 15:6).
26 ноября: Южная Корея — Камерун 3:0 (15:2, 15:5, 15:8); Италия — США 3:0 (15:7, 15:11, 15:6); СССР — Бразилия 3:1 (8:15, 15:9, 15:10, 15:3); Куба — Япония 3:0 (15:7, 16:14, 15:3).

## Итоги

### Положение команд

Сборная Кубы — обладатель Кубка мира 1989 года

| Куба           |
| Италия         |
| СССР           |
| 4. США         |
| 5. Бразилия    |
| 6. Япония      |
| 7. Южная Корея |
| 8. Камерун     |

### Призёры
Куба: Н.Альфонсо, Анхель Бельтран, Фредди Брукс, Идальберто Вальдес, Рикардо Вантес, Жоэль Деспайн, Рауль Диаго, Ласаро Марин, Феликс Мильян, Абель Сармьентос, М.Торрес, Иосвани Эрнандес. Главный тренер — Орландо Блэквуд.
  Италия: Андреа Анастази, Лоренцо Бернарди, Марко Браччи, Лука Кантагалли, Фердинандо Ди Джорджи, Андреа Гардини, Андреа Луккетта, Стефано Маргутти, Роберто Маскьярелли, Джильберто Пассани, Паоло Тофоли, Андреа Дзордзи. Главный тренер — Хулио Веласко.
  СССР: Владимир Шкурихин, Валерий Лосев, Александр Сороколет, Ярослав Антонов, Игорь Рунов, Андрей Кузнецов, Евгений Красильников, Дмитрий Фомин, Олег Шатунов, Руслан Олихвер, Александр Шадчин, Игорь Абдрахманов. Главный тренер — Геннадий Паршин.

### Индивидуальные призы
MVP:  Карч Кирай
Лучший нападающий:  Андреа Гардини
Лучший блокирующий:  Джоване Гавио
Лучший на подаче:  Анхель Бельтран
Лучший на приёме:  Трой Тэннер
Лучший в защите:  Роберт Ствртлик
Лучший связующий:  Масаёси Манабэ